# Burchard van Avesnes
Burchard van Avesnes (1182 – 1244) een zoon van Jacob van Avesnes en van Adela van Guise. Burchard was als tweede zoon voorbestemd voor een geestelijk ambt en werd kanunnik van de Sint-Pieter van Laon. Ook werd hij heer van Étrœungt.
In 1212 werd hij benoemd tot baljuw van Henegouwen en voogd van Margaretha van Constantinopel. Aangezet door koning Filips II van Frankrijk trouwde Burchard met Margaretha. Het huwelijk was zeer tegen de zin van Margaretha's oudere zuster Johanna van Constantinopel. Door de jonge leeftijd van Margaretha kon het huwelijk niet worden geconsummeerd. Burchard begon een strijd tegen zijn oudere broer Wouter II van Avesnes en tegen Johanna, om de erfdelen van hemzelf en Margaretha te verwerven. Uiteindelijk werd een vrede gesloten waarbij het huwelijk van Burchard en Margaretha werd erkend. In 1214 vocht Burchard mee aan Engelse (Vlaamse) zijde tegen de Franse koning in de Slag bij Bouvines.
Tegenstanders van Burchard wisten te bereiken dat zijn huwelijk tijdens het Vierde Lateraans Concilie (1215) alsnog ongeldig werd verklaard. In 1216 werden Burchard en Margaretha geëxcommuniceerd. Ze moesten vertrekken uit Henegouwen en verbleven de volgende jaren aan een aantal adellijke en bisschoppelijke hoven in Lotharingen en het noorden van Frankrijk. In 1219 werd Burchard gevangengenomen en gevangengezet in Gent. Toen Margaretha in 1221 toestemde in ontbinding van het huwelijk, werd hij vrij gelaten. Hij trok naar Rome om absolutie te vragen aan de paus.
Het verhaal gaat dat Burchard in dienst trad van de paus. Toen Margaretha in 1244 gravin van Vlaanderen werd, zou hij zijn teruggekeerd naar Vlaanderen. Margaretha was inmiddels hertrouwd en liet Burchard in Rupelmonde onthoofden
Margaretha en Burchard kregen de volgende kinderen:
- Boudewijn (ovl. 1219)
- Jan van Avesnes (1218-1257)
- Boudewijn (1219-1295), gehuwd met Felicitas van Coucy, dochter van Thomas van Coucy-Vervins.

## Voorouders
| Voorouders van Burchard van Avesnes | Voorouders van Burchard van Avesnes                             | Voorouders van Burchard van Avesnes                             | Voorouders van Burchard van Avesnes                             | Voorouders van Burchard van Avesnes                             | Voorouders van Burchard van Avesnes                           | Voorouders van Burchard van Avesnes                           | Voorouders van Burchard van Avesnes                           | Voorouders van Burchard van Avesnes                           |
| ----------------------------------- | --------------------------------------------------------------- | --------------------------------------------------------------- | --------------------------------------------------------------- | --------------------------------------------------------------- | ------------------------------------------------------------- | ------------------------------------------------------------- | ------------------------------------------------------------- | ------------------------------------------------------------- |
| Overgrootouders                     | Wouter I van Avesnes (1110-1147) ∞ Ida van Mortagne (?-?)       | Wouter I van Avesnes (1110-1147) ∞ Ida van Mortagne (?-?)       | ? (-) ∞ ? (-)                                                   | ? (-) ∞ ? (-)                                                   | ? (-) ∞ ? (-)                                                 | ? (-) ∞ ? (-)                                                 | ? (-) ∞ ? (-)                                                 | ? (-) ∞ ? (-)                                                 |
| Grootouders                         | Nicolaas van Avesnes (±1130–1170) ∞ Mathilde van La Roche (?-?) | Nicolaas van Avesnes (±1130–1170) ∞ Mathilde van La Roche (?-?) | Nicolaas van Avesnes (±1130–1170) ∞ Mathilde van La Roche (?-?) | Nicolaas van Avesnes (±1130–1170) ∞ Mathilde van La Roche (?-?) | Bouchard van Guise (±1125–1166) ∞ Adélaïde van Soupir (-)     | Bouchard van Guise (±1125–1166) ∞ Adélaïde van Soupir (-)     | Bouchard van Guise (±1125–1166) ∞ Adélaïde van Soupir (-)     | Bouchard van Guise (±1125–1166) ∞ Adélaïde van Soupir (-)     |
| Ouders                              | Jacob van Avesnes (±1150–1191) ∞ Adela van Guise (±1150–1207)   | Jacob van Avesnes (±1150–1191) ∞ Adela van Guise (±1150–1207)   | Jacob van Avesnes (±1150–1191) ∞ Adela van Guise (±1150–1207)   | Jacob van Avesnes (±1150–1191) ∞ Adela van Guise (±1150–1207)   | Jacob van Avesnes (±1150–1191) ∞ Adela van Guise (±1150–1207) | Jacob van Avesnes (±1150–1191) ∞ Adela van Guise (±1150–1207) | Jacob van Avesnes (±1150–1191) ∞ Adela van Guise (±1150–1207) | Jacob van Avesnes (±1150–1191) ∞ Adela van Guise (±1150–1207) |
| Burchard van Avesnes (1182-1244)    |                                                                 |                                                                 |                                                                 |                                                                 |                                                               |                                                               |                                                               |                                                               |

- Gemeinsame Normdatei: 138541698
- Library of Congress Control Number: no2020082978
- Virtual International Authority File: 90823529